# Neuroleon (Neuroleon) uniformis
Neuroleon (Neuroleon) uniformis is een insect uit de familie van de mierenleeuwen (Myrmeleontidae), die tot de orde netvleugeligen (Neuroptera) behoort. 
Neuroleon (Neuroleon) uniformis is voor het eerst wetenschappelijk beschreven door Navás in 1914.